# باریکه خشکی

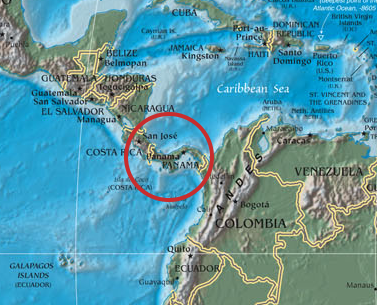
باریکه پاناما

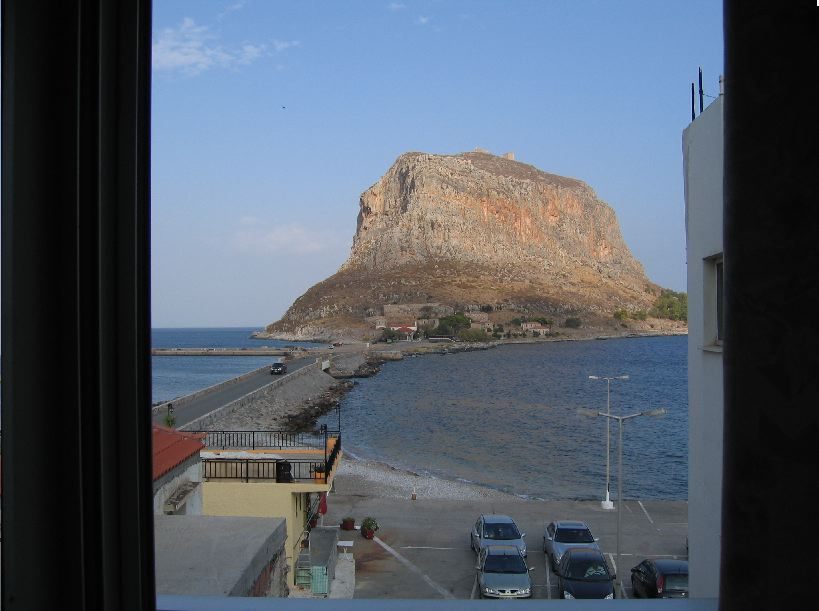
مونم‌واسیا در یونان. نام مونم‌واسیا در یونانی به معنای «تنها راه» است.

باریکهٔ خشکی، باریکهٔ خاکی، گَلوگاه خاکی (به انگلیسی: Isthmus) یا بَرزَخ در جغرافیا به باریکه‌ای از خشکی گفته می‌شود که دو سرزمین اصلی را به یکدیگر پیوند داده یا دو دریا را از هم جدا نماید، مانند باریکه پاناما میان آمریکای شمالی و جنوبی و باریکه سوئز میان دریای مدیترانه و سرخ.
در میان باریکه‌های خشکی معمولاً کانال‌هایی ساخته می‌شود تا میان‌بری بین دو پهنهٔ آبی در دو سوی باریکه باشد. برای نمونه کانال پاناما که باریکهٔ پاناما را قطع می‌کند، دو اقیانوس آرام و اطلس شمالی را به هم پیوند می‌دهد.
به همین منوال، کانال سوئز، باریکهٔ سوئز را بریده و دریای سرخ را به دریای مدیترانه می‌پیوندد.
در دریاچه ارومیه در ایران باریکه ناپیوسته خاکی ساخته شده‌است که بزرگ‌راه کلانتری نام دارد.

## باریکه‌های خشکی معروف
- باریکه پاناما
- باریکه سوئز